# Mała Wysoka

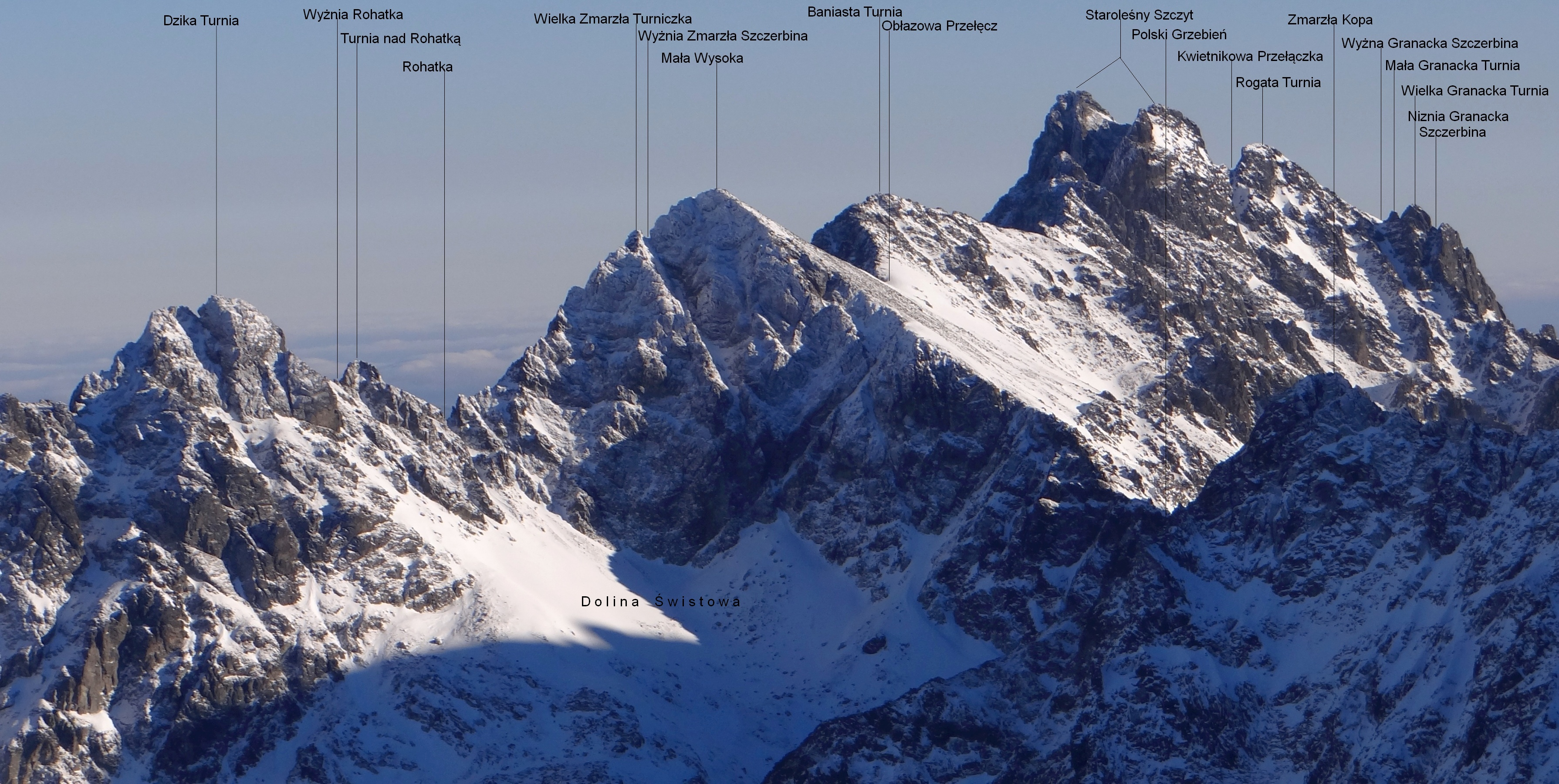
Widok z Niżnych Rysów

Mała Wysoka (słow. Východná Vysoká, dawniej Malá Vysoká, niem. Kleine Viszoka. Kleine Vysoka, węg. Kis-Viszoka, dawniej Jármaycsúcs – dla uczczenia László Jármaya) – słowacki szczyt w głównej grani Tatr o wysokości 2429 m n.p.m., położony pomiędzy przełęczami: Polski Grzebień (Poľský hrebeň) i Rohatka (Príelom). Pierwsza oddziela go od masywu Wielickiego Szczytu, druga – od Turni nad Rohatką i Dzikiej Turni. Szczyt ma kształt tępej piramidy i jest zwornikiem dla odchodzącej w kierunku południowo-wschodnim długiej grani bocznej z licznymi, krótkimi odgałęzieniami. Grań ta rozdziela doliny Staroleśną (Veľká Studená dolina) i Wielicką (Velická dolina). Po rozgałęzieniu w Staroleśnym Szczycie (Bradavica) ramiona grani obejmują wcinającą się pomiędzy niewielką Dolinę Sławkowską (Slavkovská dolina).
W grani południowo-wschodniej do Staroleśnego Wierchu kolejno znajdują się}:
- Obłazowa Przełęcz (Studené sedlo)
- Baniasta Turnia (Kupolový štít)
- Zwalista Przełęcz (Sedlo pod Kupolou)
- Zwalista Turniczka (Weszterova vežička)
- Niżnia Zwalista Szczerbina (Nižná Weszterova štrbina)
- Zwalista Kopa (Weszterova kopa)
- Wyżnia Zwalista Szczerbina (Vyšná Weszterova štrbina)
- Zwalista Turnia (Weszterov štít)
- Zwodna Ławka (Zvodná lávka)

W północnej grani opadającej na Rohatkę znajduje się kilka drobnych obiektów, którymi są (kolejno od góry):
- Wyżnia Zmarzła Szczerbina (Vyšná Zamrznutá štrbina),
- Wielka Zmarzła Turniczka (Veľká Zamrznutá vežička),
- Pośrednia Zmarzła Szczerbina (Prostredná Zamrznutá štrbina),
- Pośrednia Zmarzła Turniczka (Prostredná Zamrznutá vežička),
- Niżnia Zmarzła Szczerbina (Nižná Zamrznutá štrbina),
- Mała Zmarzła Turniczka (Malá Zamrznutá vežička)[4].

Mała Wysoka jest dostępna dla turystów z przełęczy Polski Grzebień. Stanowi czwarty co do wysokości dostępny dla turystów tatrzański szczyt (po Rysach, Krywaniu i Sławkowskim Szczycie, według stanu z początku 2016 roku). Szlak został zabezpieczony w 1892 r. Panorama ze szczytu na trzy wielkie doliny: Białej Wody, Wielicką i Staroleśną oraz otaczające je granie należy do najpiękniejszych widoków w Tatrach. Július Andráši w 1966 r. pisał: „Dzięki łatwej dostępności i przepięknemu widokowi na całe Tatry jest Mała Wysoka jednym z najczęściej odwiedzanych szczytów Tatr Wysokich”. Południowy stok wykorzystywany jest przez zaawansowanych narciarzy do zjazdów.
Nazwa Mała Wysoka związana jest z dawną nazwą Staroleśnego Szczytu – Wysoka. Józef Nyka w swoim przewodniku podaje w wątpliwość, by Staroleśny Szczyt nazywano niegdyś „Wysoką”. Według niego nazwa Małej Wysokiej jest pochodzenia ludowego. Na początku XX wieku słowacką nazwę Malá Vysoká zmieniono na Východná Vysoká („Wschodnia Wysoka”).
Na Małą Wysoką od dawna wchodzili turyści. Pierwszym potwierdzonym zdobywcą był László Jármay, być może z przewodnikiem Jakobem Horvayem, w 1888 r. Zimą pierwsi na szczycie byli Hermann Schweickhart, Otto Schweickhart i János Vigyázó 22 marca 1910 r.

## Szlaki turystyczne
żółty szlak z Polskiego Grzebienia, prowadzący granią główną na Małą Wysoką. Czas przejścia: 1 h, ↓ 35 min